# لوبوش هوشک
لوبوش هوشک (چکی: Luboš Hušek؛ زادهٔ ۲۶ ژانویهٔ ۱۹۸۴) بازیکن فوتبال اهل جمهوری چک است.
از باشگاه‌هایی که در آن بازی کرده‌است می‌توان به باشگاه فوتبال باومیت یابلونتس، باشگاه فوتبال اسپارتا پراگ، و باشگاه فوتبال اسلوان لیبرتس اشاره کرد.
وی همچنین در تیم‌های ملی فوتبال زیر ۲۱ سال جمهوری چک و جمهوری چک بازی کرده‌است.